# Bukefal
Bukefal (grčki: Βουκεφάλας, Bukephalos, u prijevodu »volovska glava«, latinski: Bucephalus) bio je glavni konj Aleksandra Velikog.
Priča se da je taj konj bio ponuđen Filipu Makedonskom, ocu Aleksandra, da ga kupi. Budući da ga nitko nije mogao uzjahati, on ga je odbio kupiti. Aleksandar je pratio pokušaje raznih jahača i vidio da se konj boji svoje sjene. Postavio je konja tako da si ne vidi sjenu i tako mu je konj dopustio da ga jaše.
Od tada ga je samo Aleksandar mogao jahati. Bukefal ga je pratio u svim bitkama, te doživio visoku starost od 30 godina. Nakon smrti konja u bitci kod Hidaspa Aleksandar je utemeljio grad Bukefala, današnji Jhelum u pakistanskoj saveznoj državi Punjab.